# 两性离子

氨基酸，（1）為常態，（2）為兩性態

兩性離子

兩性離子（德語：zwitterion）是總電荷為0，電中性的化合物，又称内盐。雖然兩性離子是電中性分子，但它卻同時帶有正負兩種電荷，且帶正電和負電的原子不同。有些化學家還認爲兩性離子中帶正電和帶負電的原子不應該是相鄰的。此定義將諸如氧化胺的化合物排除。兩性離子為極性，通常易溶於水，難溶於大部分有機溶劑。
兩性電解質是具有酸性與鹼性基團的分子（因此具備兩性的特性），在特定pH值環境多半以兩性離子存在。平均電荷為0的pH值稱為該分子的等電點。

## 應用
兩性電解質用於建立穩定的pH梯度，供等電位聚焦使用。
典型的兩性離子有：
- 大部分胺基酸在生理pH值環境中為兩性離子
- 作為古德緩衝劑（英语：Good's buffers）的緩衝劑
  - 以胺基磺酸為基礎的脂肪酸甲脂磺酸钠（英语：MES (buffer)）（MES）, MOPS（英语：MOPS）、HEPES、PIPES（英语：PIPES）或CAPS（英语：CAPS (buffer)）
  - 以胺基羧酸（胺基酸）為基礎的甘氨酸及其衍生物N-二羥乙基甘氨酸（英语：Bicine）、三(羟甲基)甲基甘氨酸（英语：Tricine）與丙氨酸
- 作為清潔劑：
  - CHAPSO（英语：CHAPSO）
- 自然產物如生物鹼裸蓋菇素與麥角酸
- 甜菜鹼

較不常見的兩性離子有：
- 醌型兩性離子（英语：Quinonoid zwitterion）
- 藥物，諸如非索非那定 (Allegra) 與頭孢利定（Cephaloridine）
- decaphenylferrocene [(η5-C5Ph5)2Fe]已被證實具有兩性離子鍵合異構體[(η5-C5Ph5)Fe+(η6-C6H5C5Ph4−)]